# Eazy-E
 Der er for få eller ingen kildehenvisninger i denne artikel, hvilket er et problem. Du kan hjælpe ved at angive troværdige kilder til de påstande, som fremføres i artiklen.

Eric Lynn Wright (7. september 1964 i Compton, Californien – 26. marts 1995), bedre kendt som Eazy-E, var en amerikansk rapper, producent og ejer af pladeselskabet Ruthless Records. Han var medlem af og skaber af den populære hiphopgruppe N.W.A.(Niggaz Wit Attitude) og døde i 1995 af AIDS i en alder af 30 år. Eazy-E samt rapgruppen N.W.A var med til at definere hiphopgenren Gangsta rap. I 2013 til Rock The Bells festival, optrådte Eazy E som hologram, sammen med gruppen Bone Thugs-N-Harmony. 
Som 10-årig begyndte Eric Wright, at sælge stoffer på gaden, og endte med at stifte Ruthless Records med narkopengene fra sit salg igennem 1970'erne og 1980'erne. 

## Diskogafi
- 1988: Eazy-Duz-It
- 1992: 5150: Home 4 tha Sick
- 1993: It's On (Dr. Dre) 187um Killa
- 1995: Str8 off tha Streetz of Muthaphukkin Compton